# Lista de prefeitos de Bujari
Esta é a lista de prefeitos do município de Bujari, estado brasileiro do Acre.
| Nº | Nome                                                            | Imagem                | Partido                                          | Início do mandato      | Fim do mandato                          | Observações                           |
| 1  | Clóvis Alves de Melo e Silva (Rio Branco, 28.08.1962–)          |                       | Partido do Movimento Democrático Brasileiro PMDB | 1° de janeiro de 1993  | 31 de dezembro de 1996                  | Prefeito eleito em sufrágio universal |
| 2  | João Edvaldo Teles de Lima (Tarauacá, 27.10.1956–)              |                       | Partido do Movimento Democrático Brasileiro PMDB | 1° de janeiro de 1997  | 31 de dezembro de 2000                  | Prefeito eleito em sufrágio universal |
| 2  | João Edvaldo Teles de Lima (Tarauacá, 27.10.1956–)              | 1° de janeiro de 2001 | Partido do Movimento Democrático Brasileiro PMDB | 31 de dezembro de 2004 | Prefeito reeleito em sufrágio universal |                                       |
| 3  | Michel Marques Abrahão (Rio de Janeiro, 31.12.1973–)            |                       | Partido dos Trabalhadores PT                     | 1° de janeiro de 2005  | 31 de dezembro de 2008                  | Prefeito eleito em sufrágio universal |
| 4  | João Edvaldo Teles de Lima, Padeiro (Tarauacá, 27.10.1956–)     |                       | Partido do Movimento Democrático Brasileiro PMDB | 1° de janeiro de 2009  | 31 de dezembro de 2012                  | Prefeito eleito em sufrágio universal |
| 5  | Antonio Raimundo de Brito Ramos, Tonheiro (Bujari, 21.05.1960–) |                       | Partido dos Trabalhadores PT                     | 1° de janeiro de 2013  | 31 de dezembro de 2016                  | Prefeito eleito em sufrágio universal |
| 6  | Romualdo de Souza Araújo (Rio Branco, 07.02.1985–)              |                       | Partido Comunista do Brasil PCdoB                | 1° de janeiro de 2017  | 31 de dezembro de 2020                  | Prefeito eleito em sufrágio universal |
| 7  | João Edvaldo Teles de Lima, Padeiro (Tarauacá, 27.10.1956–)     |                       | Partido Democrático Trabalhista PDT              | 1° de janeiro de 2021  | 31 de dezembro de 2024                  | Prefeito eleito em sufrágio universal |
| 7  | João Edvaldo Teles de Lima, Padeiro (Tarauacá, 27.10.1956–)     | 1° de janeiro de 2025 | Partido Democrático Trabalhista PDT              | Atualidade             | Prefeito reeleito em sufrágio universal |                                       |